# Lista australijskich okrętów szpitalnych
Lista australijskich okrętów szpitalnych używanych w okresie I i II wojny światowej.
W czasie I wojny światowej Royal Australian Navy posiadała tylko jeden okręt szpitalny, używany przez zaledwie kilka miesięcy HMAS „Grantala”.  W okresie II wojny światowej RAN posiadał trzy okręty szpitalne przebudowane z australijskich statków i obsadzone australijską załogą oraz trzy jednostki holenderskie, przekazane Australii przez rząd Holandii, pływające pod holenderską banderą i z holenderską załogą ale technicznie podporządkowane RAN-owi.
| Nazwa             | Wojna   | Uwagi                                                                              |
| ----------------- | ------- | ---------------------------------------------------------------------------------- |
| HMAS „Grantala”   | I w.ś.  | Jedyny okręt szpitalny RAN w okresie I wojny światowej                             |
| AHS „Manunda”     | II w.ś. | Wcześniej statek pasażerski, był obecny w Darwin w czasie japońskiego ataku w 1942 |
| AHS „Wanganella”  | II w.ś. | Wcześniej statek pasażerski                                                        |
| AHS „Centaur”     | II w.ś. | Zatopiony przez japoński okręt podwodny                                            |
| AHS „Oranje”      | II w.ś. | Statek pasażerski i wycieczkowy, służył pod banderą holenderską                    |
| AHS „Maetsuycker” | II w.ś. | Służył pod banderą holenderską                                                     |
| AHS „Tasman”      | II w.ś. | Służył pod banderą holenderską                                                     |